# Tando Adam
Tando Adam (en urdu: ٹنڈو آدم خان‎) es una localidad de Pakistán, en la provincia de Sindh.

## Demografía
Según estimación 2010 contaba con 145719 habitantes.